# Kayel Locke
Kayel Locke (Baltimora, 18 agosto 1994) è un ex cestista statunitense.

## Palmarès
- Campionato olandese: 1

Landstede Hammers: 2018-19